# Christus Koningkerk (Laken)
De Christus Koningkerk is een kerkgebouw te Laken, gelegen aan Stalkruidlaan 13.

## Geschiedenis
In 1926 werd de Christus-Koningparochie opgericht. Deze was afhankelijk van de parochie van Strombeek-Bever, en bediende de gelovigen in de buurtschappen Mutsaard, Wannekouter en Koningslo. Er werd een kerk gebouwd die gelegen was aan de Paul Jansonstraat en die gewijd was aan Christus Koning. Deze kerk werd vervangen door de huidige, welke in 1982 in gebruik werd genomen en in 1983 werd ingezegend.
Het betreft een sober, modernistisch kerkgebouw in witte steen, met een zaagdak als meest opvallend kenmerk. Een toren is afwezig.
De Christus-Koningparochie maakt deel uit van de parochiële eenheid Laken-Oost.